# Olympische Sommerspiele 2008/Teilnehmer (Vereinigte Arabische Emirate)
| Gelbes Symbol für Goldmedaillen mit stilisierten Olympischen Ringen | Graues Symbol für Silbermedaillen mit stilisierten Olympischen Ringen | Braundes Symbol für Bronzemedaillen mit stilisierten Olympischen Ringen |
| ------------------------------------------------------------------- | --------------------------------------------------------------------- | ----------------------------------------------------------------------- |
| —                                                                   | —                                                                     | —                                                                       |

Die Vereinigten Arabischen Emirate waren mit der Teilnahme an den Olympischen Sommerspielen 2008 in Peking insgesamt zum 7. Mal bei Olympischen Spielen vertreten. Die erste Teilnahme war 1984.

## Teilnehmer nach Sportarten

### Judo
- Saeed Rashid Al-Qubaisi
Männer, Klasse bis 73 kg, scheiterte in der ersten Runde durch Ippon an dem Südafrikaner Marlon August

### Leichtathletik
| Disziplin        | Männer              | Frauen |
| ---------------- | ------------------- | ------ |
| 200 Meter Sprint | Omar Jouma al-Salfa |        |
| 400 Meter Sprint | Ali Obaid Shirook   |        |
| 400 Meter Hürden | Ali Obaid Shirook   |        |

### Reiten
- Latifa bint Ahmed Al Maktum
Frauen, Einzel Springreiten, scheiterte in der ersten Qualifikationsrunde

### Schießen
- Ahmed Al Maktum
Männer, Trap, Doppeltrap
- Saeed al-Maktoum
Männer, Skeet

### Schwimmen
| Disziplin          | Männer               | Frauen |
| ------------------ | -------------------- | ------ |
| 200 Meter Freistil | Obaid Ahmed Al-Jesmi |        |

### Segeln
- Marwan Salem Al-Kaabi
Männer
- Adil Khalid Mohammad
Männer, Laser

### Taekwondo
- Maitha Al Maktum
Frauen, Klasse bis 67 kg